# Великоніг сулуйський
Великоніг сулуйський (Megapodius bernsteinii) — вид куроподібних птахів родини великоногових (Megapodiidae).

## Поширення
Ендемік Індонезії. Поширений на островах Сула та Банггайських островах на сході країни. Живе у тропічних і субтропічних низовинних дощових лісах та серед чагарникових заростів.

## Опис
Птах середнього розміру, завдовжки до 33-35 см. Оперення червонувато-коричневого забарвлення. На голові є невеликий гребінь. 